# Karyaku
Karyaku (japanisch 嘉暦) ist eine japanische Ära (Nengō) von Mai 1326 bis September 1329 nach dem gregorianischen Kalender. Der vorhergehende Äraname ist Shōchū, die nachfolgende Ära heißt Gentoku. Die Ära fällt in die Regierungszeit des Kaisers (Tennō) Go-Daigo.
Der erste Tag der Karyaku-Ära entspricht dem 28. Mai 1326, der letzte Tag war der 21. September 1329. Die Karyaku-Ära dauerte vier Jahre oder 1213 Tage.

## Ereignisse
- 1326 Koreyasu stirbt im November